# Françoise Pitel
Françoise "Fanchon" Pitel de Longchamp (17 ianuarie 1662 – 30 septembrie 1721) a fost actriță franceză. S-a retras din teatru în 1701 și a devenit metresa lui Louis, le Grand Dauphin, cu care a avut trei fiice.
A murit la 30 septembrie 1721 la Vignats.